# Hernán Toro
Hernán Toro (nacido c. 1950) es un director de fotografía venezolano, residente en Estados Unidos.
Filmó 100 años de perdón, una comedia de gánsteres en 1998. Ha participado en más de 20 películas y filmado cerca de 900 anuncios comerciales.

## Filmografía
- El niño que llevamos dentro (2007) (postproducción)
- Como quiso la suerte (2003)
- 3 noches (2001)
- Marioneta (1999)
- 100 años de perdón (1998)
- Voz del corazón, La (1997)
- Torcido (1996)
- Señora Bolero (1993)
- Roraima (1992)
- Zoológico (1992)
- Sueño en el abismo, Un (1991)
- Escándalo, El (1987)
- Operación billete (1987)
- Detrás de la noticia (1986)
- Agonía (1985)